# Marsland Aviation
Marsland Aviation – sudańska linia lotnicza z siedzibą w Chartumie. Bazą jest port lotniczy Chartum.

## Połączenia
- Kenia
  - Nairobi (port lotniczy Jomo Kenyatta)

- Sudan
  - Al-Dżunajna (port lotniczy Al-Dżunajna)
  - Al-Faszir (port lotniczy Al-Faszir)
  - Al-Ubajjid (port lotniczy Al-Ubajjid)
  - Chartum (port lotniczy Chartum) Baza
  - Dżuba (port lotniczy Dżuba) Hub
  - El Daein (port lotniczy El Daein)
  - Malakal (port lotniczy Malakal)
  - Nijala (port lotniczy Nijala)
  - Rumbek (port lotniczy Rumbek)